# 再圧室操作係員
再圧室操作係員（さいあつしつそうさかかりいん）とは、高気圧業務特別教育を修了した者。

## 概要
- 再圧室を操作する業務

## 受講資格
- 満18歳以上

## 特別教育
- 特別教育は各事業所（企業等）又は都道府県労働局長登録教習機関において行われる。
- 告示で規定された履修時間は12時間（以上）となっている。

### 講習科目
- 学科

1. 高気圧障害の知識に関すること。
2. 救急再圧法に関すること。
3. 救急そ生法に関すること。
4. 関係法令

- 実技

1. 再圧室の操作及び救急そ生法に関する実技